# Charles Jacque
Pour les articles homonymes, voir Jacque.
Charles Jacque, né le 23 mai 1813 à Paris et mort dans la même ville le 7 mai 1894, est un peintre et graveur français de l'École de Barbizon.

## Biographie

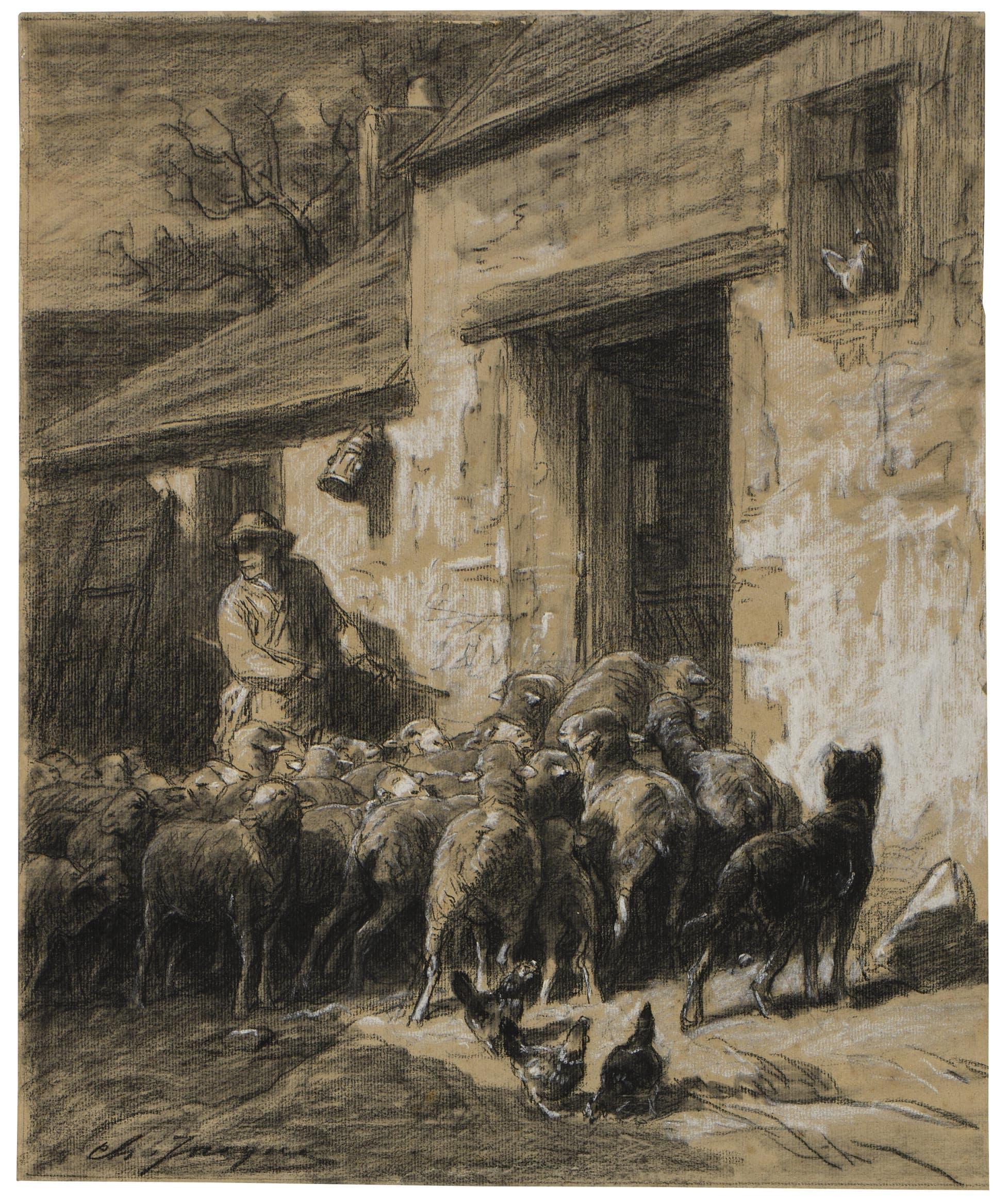
Berger faisant entrer ses moutons.

Charles Émile Jacque commence par faire un apprentissage de graveur chez un fabricant de cartes géographiques, en 1830, mais se trouve enrôlé dans l'armée la même année et participe au siège de la ville d'Anvers au cours de la révolution belge. Il termine sa période militaire en 1835 avec le grade de caporal. Il reprend sa formation artistique en autodidacte. Il effectue de nombreux séjours à Épervans où sa famille réside depuis 1830. Il réalise un grand nombre de paysages et de scènes de la vie quotidienne de cette région.
Il part en Angleterre en 1836 et séjourne à Londres jusqu'en 1838. Il y conçoit une série de gravures sur bois pour illustrer une édition de l'œuvre de Shakespeare. Il illustre également La Grèce pittoresque et fournit des dessins pour des revues anglaises.
En compagnie de Jean-François Millet, Charles Jacque fréquente la ville de Barbizon dès 1845. Fuyant l'épidémie de choléra qui frappait Paris depuis le 3 mars 1849, Charles Jacque s'installe en août 1849 à Barbizon avec Jean-François Millet et Théodore Rousseau (1812-1867). Au début des années 1850, le groupe est rejoint entre autres par Jules Héreau.
Dès ses premières œuvres, les motifs qu'il affectionne sont d'inspiration rurale ou champêtre avec des représentations pastorales dans la nature ou dans des cours de ferme, des basses-cours picorant sur un tas de fumier, en compagnie de son ami Léon Dupuy qui ne fera pas carrière. Il est le témoin objectif et amusé de toutes les scènes de la vie rurale. Il trouve son inspiration dans les paysages de l'Île-de-France, la Bourgogne, le Béarn, la Bretagne, etc.
Charles Jacque est aussi réputé comme aquafortiste. Il participe au renouveau de cette technique au XIXe siècle. Il commence sa carrière de graveur en 1836. Après avoir réalisé des gravures de reproduction d'après les maîtres hollandais, Jacque s'adonne à la gravure originale. Aidé par son ami Auguste Delâtre (1822-1907), il imprime ses premières séries d'eaux-fortes. Charles Baudelaire écrit dans son Salon de 1845 : « M. Jacque est une réputation nouvelle qui ira toujours grandissant, espérons-le. Son eau-forte est très hardie et son sujet très bien conçu. Tout ce que fait M. Jacque sur le cuivre est plein d'une liberté et d'une franchise qui rappelle les vieux maîtres ».
Henri Beraldi distingue deux périodes dans son œuvre gravé. La première est celle plus spontanée de petites vignettes d'inspiration hollandaise. La seconde, celle de la notoriété, est celle de la production de planches plus grandes d'où s'estompe « le caractère hollandais de son œuvre ».
Pour subvenir aux besoins de sa famille, Jacque fournit de nombreuses illustrations pour les livres. Citons, parmi ces nombreux livres, Le Vicaire de Wakefield d'Oliver Goldsmith, La Chaumière indienne, une nouvelle publiée avec Paul et Virginie, La Grèce pittoresque de Christopher Wordsworth, Versailles ancien et moderne d'Alexandre de Laborde. Il livre aussi quelques dessins pour le journal L'Illustration (en 1851). Il est aussi un excellent caricaturiste et publie de nombreuses lithographies amusantes pour Le Musée Philipon et Le Charivari.
En 1843, il réalise des gravures sur acier pour les Contes du temps passé de Charles Perrault, paru chez Curmer.
Ses représentations animalières s'adressent particulièrement aux amateurs de beaux animaux que la zootechnie naissante propose aux éleveurs avertis. Ses moutons de prédilection sont des mérinos, race en vogue à cette époque. Ses volailles correspondent aux belles races dont les amateurs s'entichent alors. Il écrit une des premières monographies sur l'élevage de la volaille, Le Poulailler, publié par la Maison rustique en 1857 et réédité une dizaine de fois. À cette époque, à Barbizon, il se lance même dans la vente par correspondance d'œufs de poules sélectionnées.
En 1871, il achète la maison Guillaume André au Croisic et la restaure. Il y reçoit un certain nombre d'artistes connus.
Charles Jacque avait quatre enfants. Deux fils furent peintres paysagistes et animaliers, ainsi que graveurs et illustrateurs : Émile Jacque (1848-1912), et Frédéric Jacque (1859-1931). Le fils de ce dernier, Marcel Jacque (1906-1981), fut également peintre, responsable du musée Rousseau à Barbizon. Pendant la Commune, Charles Jacque éprouva un grand malheur, dont il ne s’est jamais consolé. Le troisième de ses fils, lui aussi artiste de talent, qui était garde national, fut rencontré par les troupes régulières, place Clichy, et fusillé. Jacque demanda qu’on ne lui en parlât plus, et en parla toujours. Il avait également une fille, mariée au peintre Camille Dufour, souvent récompensé.
Léon Jacque (1828-1896) est son frère et son élève. Il est membre de la société des aquafortistes en 1865 et participe aux Salons de 1864 à 1866.
Il avait son atelier au no 11 du boulevard de Clichy à Paris et une maison atelier au no 24 de la Grande Rue à Barbizon.
Charles Jacque meurt à Paris le 7 mai 1894 et est inhumé à Paris au cimetière du Père-Lachaise.

## Décoration
- Chevalier de la Légion d'honneur (29 juin 1867)

## Œuvre

### Œuvres dans les collections publiques

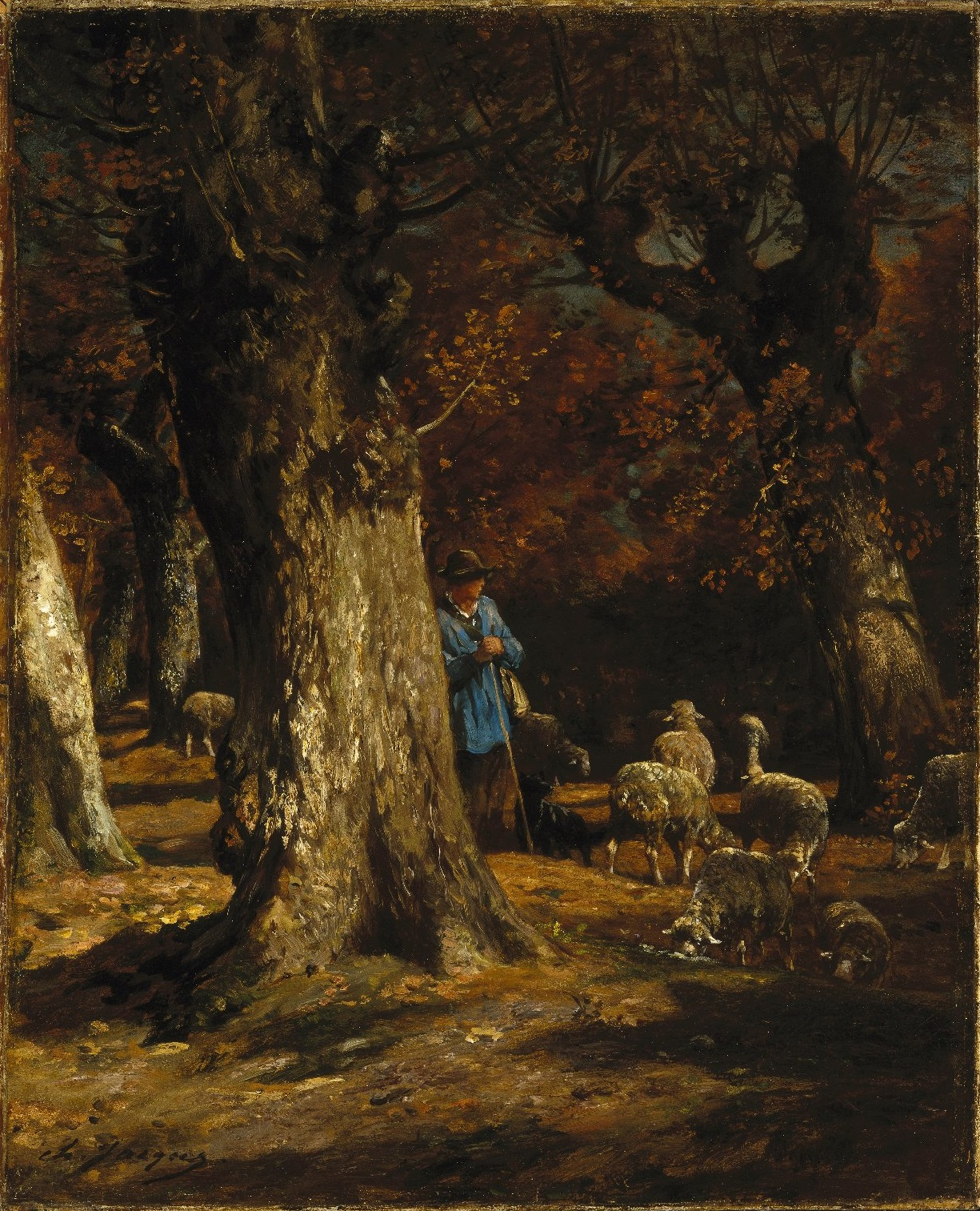
La Vieille forêt, entre 1860 et 1870, New York, Brooklyn Museum.

#### Canada
- Québec, musée national des beaux-arts du Québec : La Bergerie, entre 1855 et 1890, huile sur toile[13].

#### États-Unis
- Cleveland, Cleveland Museum of Art : Bergère et moutons, vers 1876, huile sur bois[14].
- Fondation Chrysler[Où ?] : Le Grand Troupeau, huile sur toile[15].
- Memphis, Dixon Gallery and Gardens : L'Alchimiste, vers 1850, huile sur toile, 47 x 55,9 cm

#### France
- Bourg-en-Bresse, musée de Brou : Deux poussins, dessin[16].
- Brest, musée des Beaux-Arts : Paysage d'hiver au cheval, huile sur bois, 7,8 × 10 cm[17].
- Chalon-sur-Saône, musée Vivant Denon :
  - Les bœufs à l'abreuvoir, 1853, huile sur toile.
- Dijon :
  - musée des Beaux-Arts : 
    - Marine, huile sur toile, 37 × 55 cm[18] ;
    - Paysage avec un berger et son troupeau, après 1849, dessin à la plume, encre de Chine sur papier, 25,5 × 20 cm[19].

  - musée Magnin : Moutons à l'approche de l'orage, huile sur toile[20].
- Abbaye de Flaran :  Bergère gardant son troupeau, huile sur panneau, 29 × 51 cm, Collection Simonow[21]
- Grenoble, musée de Grenoble : ensemble de dessins et d'estampes[22]
- L'Isle-Adam, musée d'Art et d'Histoire Louis-Senlecq :
  - Repas de paysans dans une grange, eau-forte[23] ;
  - Repos des paysans, eau-forte[24] ;
  - Lavandières dans une cour de ferme, 1849, eau-forte[25].
- Nemours, Château-Musée :
  - Le Laboureur, 1845, eau-forte, 15 × 21,7 cm[26].
  - Bord d'une rivière, 1846, eau-forte, 16,8 × 21,7 cm[27].
  - Deux cochons, 1848, eau-forte, 23,7 × 31,5 cm[28].
  - Porcher surveillant son troupeau, effet du soir, 1850, eau-forte, 17,4 × 25,4 cm[29].
  - La Truffière, XIXe siècle, eau-forte, 29,8 × 22,4 cm[30].
- Paris :
  - musée du Louvre :
    - Bergère debout appuyée sur un tronc, gardant un troupeau de moutons, dessin[31] ;
    - Chien de berger surveillant un troupeau de moutons, dessin[32] ;
    - Hommes et chevaux à l'abreuvoir dans une cour de ferme, dessin[33] ;
    - Paysage avec un troupeau de porcs, 1852, sanguine[34].

  - musée d'Orsay :
    - Moutons au pâturage, 1871, huile sur toile[35] ;
    - La Grande bergerie, 1881, huile sur toile[36] ;
    - Troupeau de moutons dans un paysage ou Berger conduisant un troupeau de moutons en plaine, huile sur toile[37].
    - Bœufs à l'abreuvoir, 1849, huile sur toile, 90 × 116 cm[38]
- Reims, musée des Beaux-Arts :
  - Moutons à l'abreuvoir, vers 1850-1855, huile sur bois, 37,6 x 46,3 cm[39]
  - Moutons, vers 1865, huile sur bois, 25,6 x 59,9 cm [40],
  - Moutons aux pâturage, 1873, huile sur toile, 81,2 x 65,4 cm[41]
  - Le Pont, huile sur toile, 55,7 x 65,7 cm [42]
  - Canards dans une basse-cour, huile sur bois, 8,1 x 10,4 cm [43]
- Rouen, musée des Beaux-Arts : Nature morte, huile sur toile marouflée sur bois[44].

#### Russie
- Saint-Pétersbourg, musée de l'Ermitage : Troupeau dans un paysage, 1872, huile sur carton[45].

### Ouvrages illustrés
- William Shakespeare, Œuvres, 1836-1838
- Christopher Wordsworth, La Grèce pittoresque, 1836-1838
- Paul et Virginie, 1838
- Les Français peints par eux-mêmes, vers 1840
- Charles Perrault, Contes du temps passé, Paris, Curmer, 1843
- La Pléiade
- Jardin des Plantes
- Chansons de Béranger
- Bretagne illustrée

### Récits
- Histoire de La Ramée, histoire d'un ex-fusilier, raconté par Charles-Émile Jacque, ex-caporal, 1835.
- Charles-Émile Jacque (ill. Charles-Émile Jacque), Le Poulailler, Monographie des poules indigènes et exotiques, Librairie agricole de la Maison rustique, 1878, 360 p. (lire sur Wikisource)

Œuvres de Charles Jacque
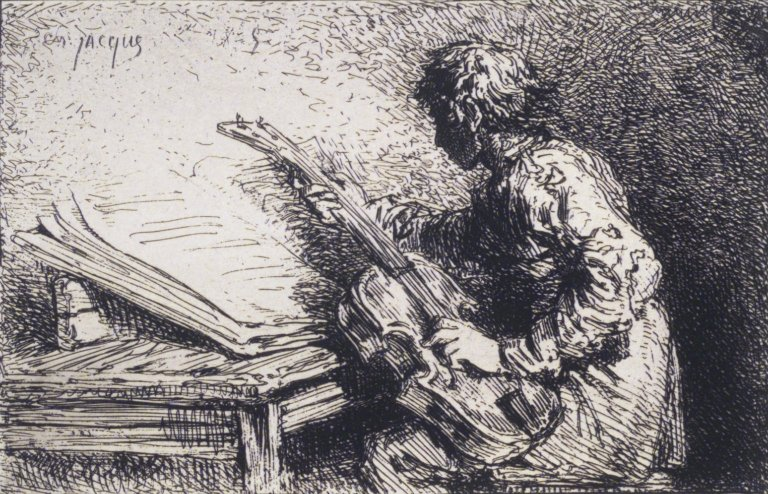
Musicien, entre 1843 et 1847, eau-forte, New York, Brooklyn Museum.
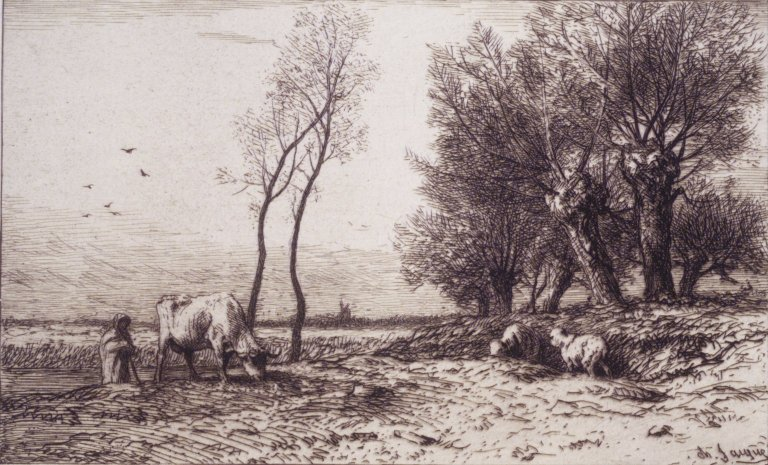
L'Hiver, entre 1863 et 1867, eau-forte, New York, Brooklyn Museum.
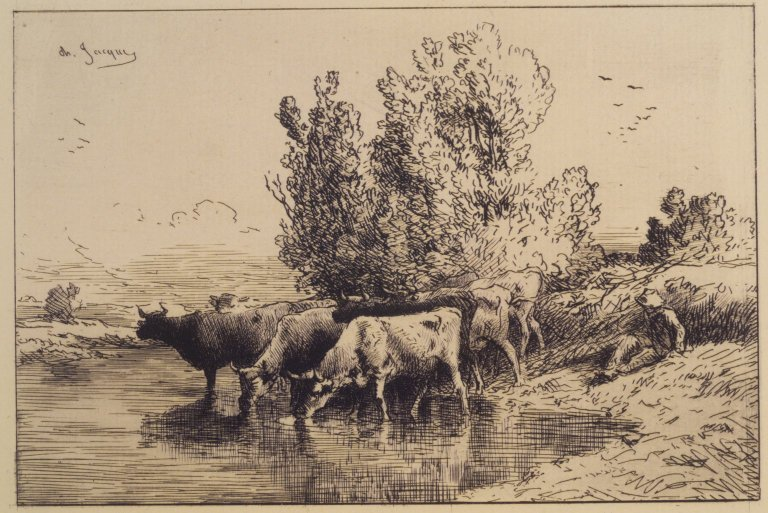
Vaches, vers 1865, eau-forte, New York, Brooklyn Museum.
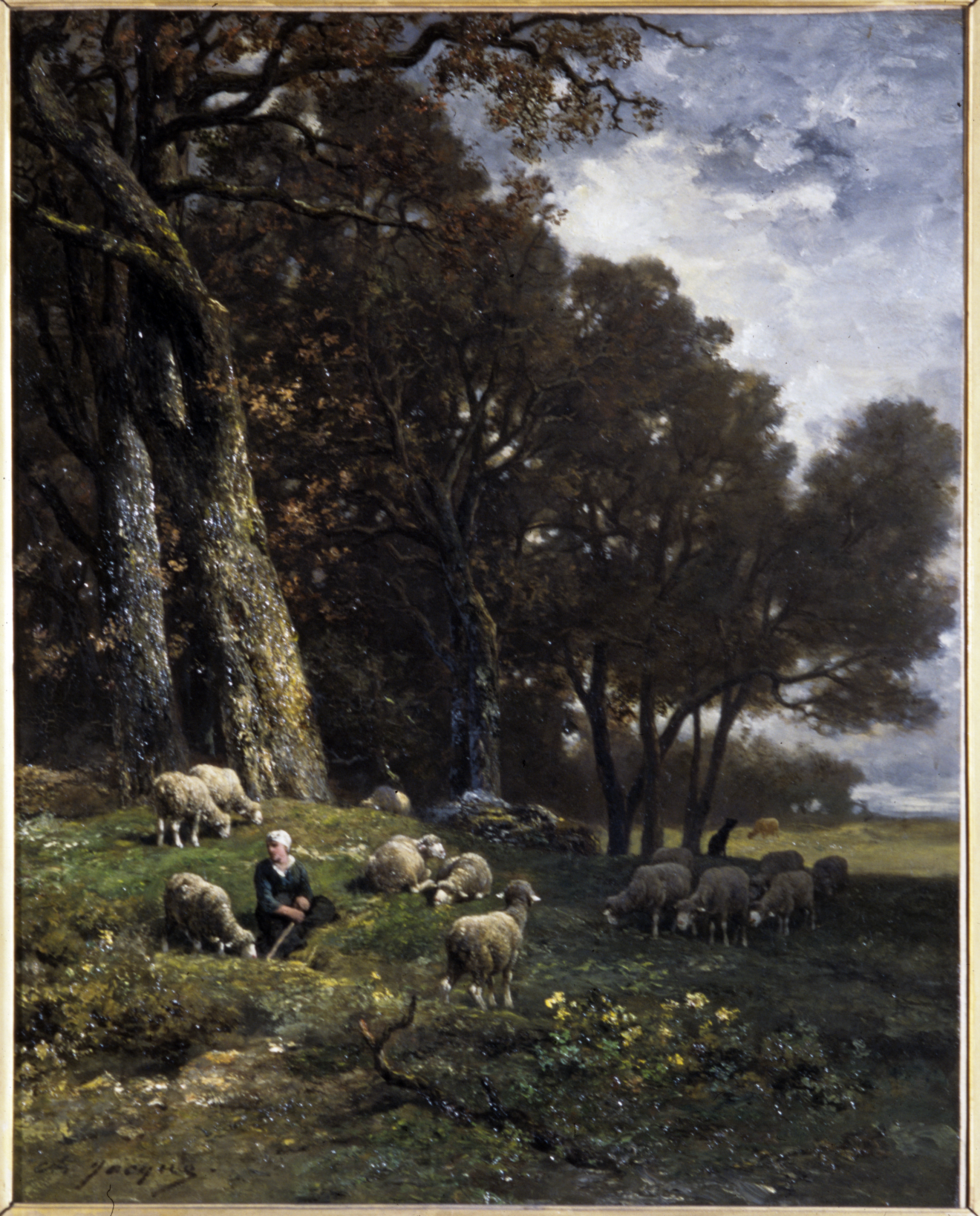
Moutons au pâturage, 1873, musée des Beaux-Arts de Reims[41].
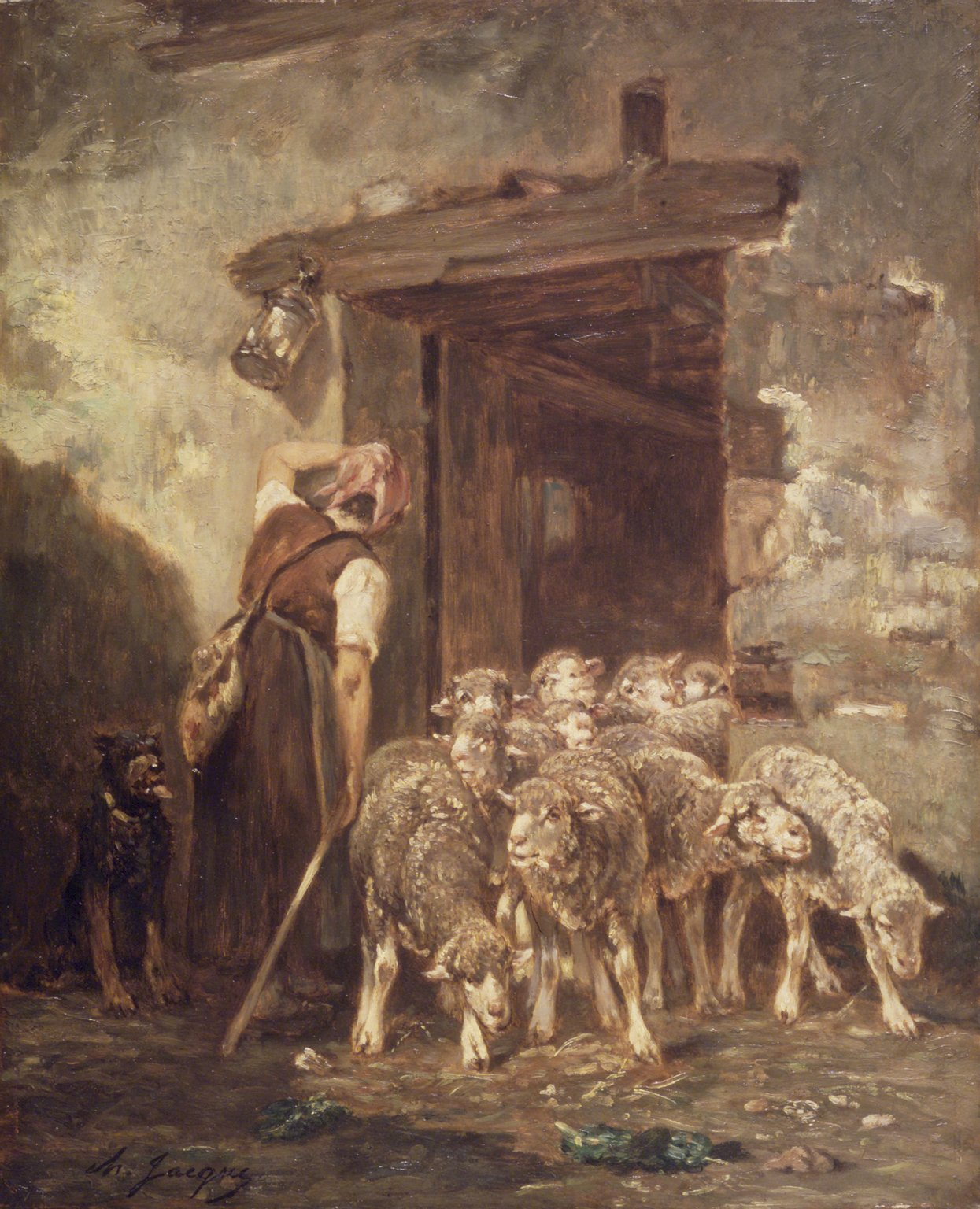
Le Départ de la bergerie, entre 1880 et 1889, New York, Brooklyn Museum.
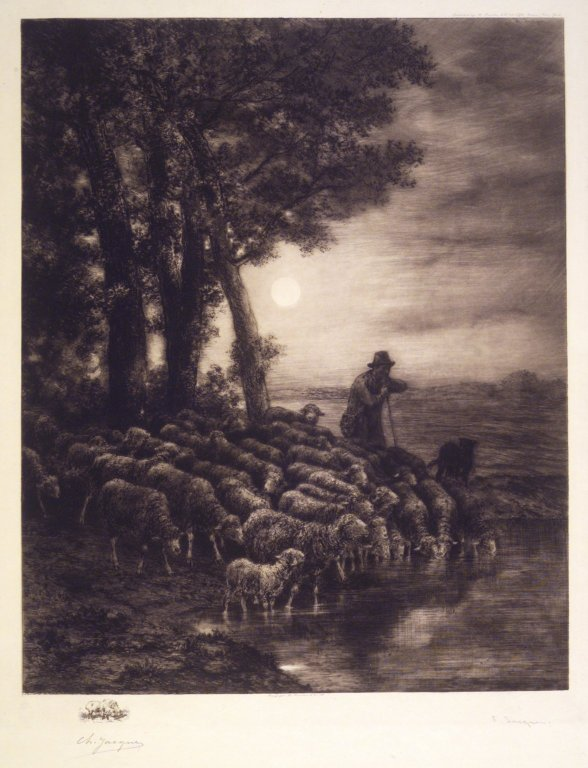
Clair de lune, entre 1886 et 1890, eau-forte, New York, Brooklyn Museum.

## Salons
- Salon de 1845, 1846, 1847, 1871 (Moutons au pâturage).
- Salon de Munich et Salon de Vienne.

## Élèves
- Camille Dufour
- Charles-Olivier de Penne (1831-1897)

## Hommages
La ville d'Épervans a donné son nom à une école élémentaire.

### Iconographie
- Paul Lafond, Portrait de Charles Jacque, gravure parue dans l'Artiste en 1894.